# Ралстон, Эстер
Эстер Ралстон (англ. Esther Ralston; 17 сентября 1902[…], Бар-Харбор, Мэн — 14 января 1994[…], Вентура, Калифорния) — американская актриса театра, радио, водевилей и кино, начавшая сниматься в возрасте 13 лет, чей пик популярности пришёлся на эпоху немого кино.

## Биография
Эстер Уорт (настоящее имя актрисы) родилась 17 сентября 1902 года в городке Бар-Харбор, штат Мэн, в семье артистов водевиля. Её младшим братом был Говард Ралстон, также актёр немого кино, но гораздо менее известный, чем Эстер; кроме Говарда у девочки было ещё три брата. С двухлетнего возраста играла в «семейном водевиле», афиша которого гласила: «Семья Ралстонов с Малышкой Эстер — самой юной Джульеттой Америки».
С 1915 года снималась в кино, легко вошла в эру звуковых фильмов, но в 1940 году приняла решение оставить кинематограф. В 1940-х годах была актрисой театра и радио, затем полностью покинула индустрию развлечений, устроилась на работу продавцом в крупный магазин, быстро поднялась по карьерной лестнице, оказавшись талантливым менеджером.
В 1960 году удостоилась звезды на Голливудской Аллее славы (6664, Голливудский бульвар) за вклад в киноиндустрию.
В 1985 году свет увидела автобиография актрисы Some Day We’ll Laugh.
Эстер Ралстон скончалась 14 января 1994 года на 92-м году жизни в своём доме в городке Вентура, Калифорния, от инфаркта миокарда.

### Личная жизнь
Эстер Ралстон побывала замужем трижды и родила троих детей:
- Джордж Уэбб, газетчик и шоумен, с 1926[6] по 1934[7] года, развод, дочь — Мэри Эстер Уэбб (род. 1931[4]).
- Уилл Морган, актёр, с 1935 по 1938 года[8], развод, детей нет.
- Тед Ллойд, радиоведущий и колумнист, с 1939[9] по 1954 год, развод, дочь — Джуди (род. 1942) и сын — Тед-младший (род. 1943).

## Избранная фильмография

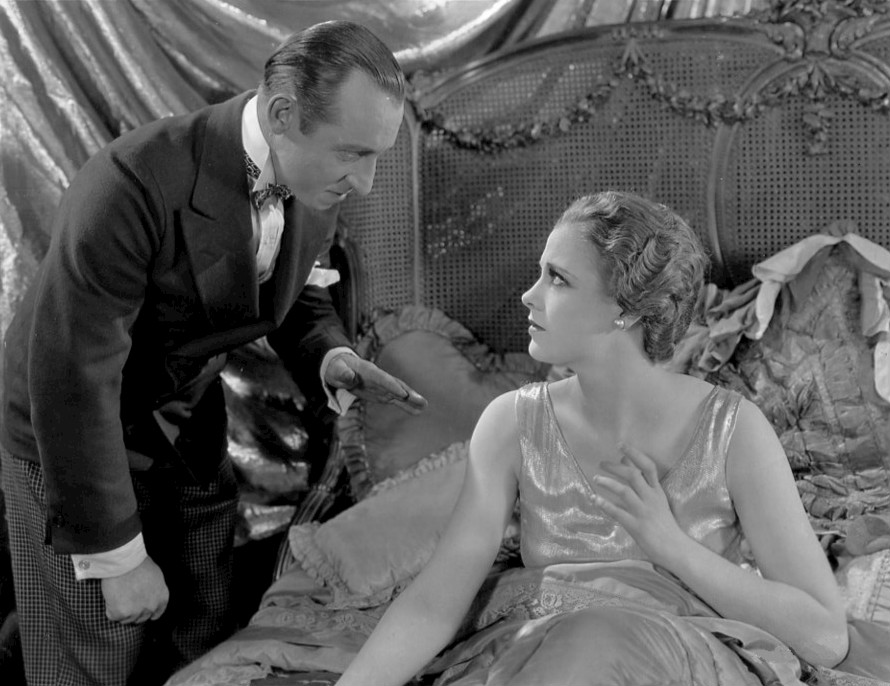
С Реймондом Хэттоном в фильме «Моды для женщин» (1927)

Эстер Ралстон впервые появилась на экранах в 1915 году в возрасте 13 лет. За 25 лет она снялась в 103 фильмах, из которых 18 были короткометражными, а в 7 она не была указана в титрах. Фактически окончив свою кино-карьеру в возрасте 38 лет, Ралстон появилась на телеэкранах в четырёх эпизодах четырёх сериалов в роли «приглашённой звезды» в 1952, 1953 и 1962 годах.
- 1920 — Гекльберри Финн[англ.] / Huckleberry Finn — Мэри Джейн Уилкс
- 1921 — Малыш / The Kid — эпизод в сцене «на небесах» (в титрах не указана)
- 1922 — Оливер Твист / Oliver Twist — Роуз Мэйли
- 1924 — Брачный круг[англ.] / The Marriage Circle — мисс Хофер
- 1924 — Питер Пэн / Peter Pan — миссис Дарлинг
- 1925 — Поцелуй для Золушки[англ.] / A Kiss for Cinderella — крёстная фея
- 1926 — Старые броненосцы / Old Ironsides — Эстер
- 1927 — Дети развода[англ.] / Children of Divorce — Джин Уэддингтон
- 1929 — Дело Лены Смит[англ.] / The Case of Lena Smith — Лена Смит (к/м, утерян)
- 1929 — Предательство[англ.] / Betrayal — Врони (утерян)
- 1931 — Одинокие жёны[англ.] / Lonely Wives — Маделин Смит
- 1932 — Римский экспресс[англ.] / Rome Express — Аста Марвелл
- 1934 — Сэди Макки[англ.] / Sadie McKee — Долли Меррик
- 1935 — Тени Востока[англ.] / Shadows of the Orient — Виола Эйвери
- 1937 — Угроза из джунглей[англ.] / Jungle Menace — Валери Шилдс (в частях 1, 3, 6, 7 и 15)
- 1937 — Таинственный лётчик[англ.] / The Mysterious Pilot — Вивиан Макнэйн (в частях 10 и 11)
- 1938 — Рекомендательное письмо[англ.] / Letter of Introduction — миссис Синклер (в титрах не указана)
- 1940 — Улица жестяных сковородок[англ.] / Tin Pan Alley — Нора Бэйс
- 1952 — Телевизионный театр Крафта / Kraft Television Theatre — роль неизвестна (в 1 эпизоде)
- 1952 — Истории завтрашнего дня[англ.] / Tales of Tomorrow — коллекционер (в 1 эпизоде)